# Giovanni Andreoni
Giovanni Andreoni (Motta Visconti, 2 agosto 1930 – 2 gennaio 2016) è stato un politico italiano, deputato per la Democrazia Cristiana dalla V legislatura alla X.

## Biografia
Esponente della Coldiretti, ricoprì la carica di sindaco della sua città natale per ventiquattro anni, dal 1965 al 1967 e poi ininterrottamente dal 1970 al 1990.